# باند سی (فروسرخ)

انتقال اتمسفری در اطراف باند سی

باند سی (انگلیسی: C band) در مخابرات نوری فروسرخ نشان‌دهنده طول موج ۱۵۳۰تا ۱۵۶۵ نانومتر است که مربوط به محدوده تقویت تقویت‌کننده‌های EDFA است. باند سی در فیبر نوری در محدوده کمینه جذب قرار دارد، جایی که مقدار اتلاف به ۰٫۲ دسی بل در کیلومتر می‌رسد، و همچنین یک پنجره انتقال اتمسفری نیز در این محدوده وجود دارد. باند سی میان باند طول‌موج کوتاه (۱۴۶۰–۱۵۳۰ نانومتر) و باند طول‌موج بلند (۱۵۶۵–۱۶۲۵ نانومتر) قرار دارد. این باند کانال‌های ۵۰ گیگاهرتزی DWDM فضایی اتحادیه بین‌المللی مخابرات از کانال ۱۶ (۱۵۶۴٫۶۸ نانومتر، ۱۹۱٫۶ تراهرتز) تا ۵۹ (۱۵۳۰٫۳۳ نانومتر، ۱۹۵٫۹ تراهرتز) را در بر می‌گیرد.